# محمدیه (فلاورجان)
محمدیه (فلاورجان)، روستایی از توابع بخش مرکزی شهرستان فلاورجان در استان اصفهان ایران است.مردم این روستا بیشتر به شغلهای ساختمانی و کار در کارخانجات صنعتی روی اورده اند.فاصله این روستا تا فلاورجان ۵ کیلومتر و تا شهر اصفهان ۱۵ کیلومتر میباشد.

## جمعیت
این روستا در دهستان اشترجان قرار دارد و براساس سرشماری مرکز آمار ایران در سال ۱۳۸۵، جمعیت آن ۱٬۳۵۸ نفر (۳۳۷خانوار) بوده‌است.